# Lisa (film)
Lisa è un film del 2001 diretto da Pierre Grimblat, tratto dal racconto Théâtre dans la nuit di Patrick Cauvin.

## Trama
Sam è un regista cinematografico.
In un film del 1939 nota l'attore protagonista, un certo Sylvain Marceau, di cui non si hanno più notizie da allora.
Per girare un documentario sulla vicenda, Sam va in cerca di informazioni dai conoscenti dell'uomo, tra i quali c'è Lisa Morain, che racconta la storia d'amore vissuta con Sylvain negli anni appena precedenti alla seconda guerra mondiale.